# فرودگاه پورت هاوکس‌بری
 فرودگاه پورت هاوکس‌بری (به انگلیسی: Port Hawkesbury Airport) یک فرودگاه همگانی با کد یاتا YPS است که یک باند فرود آسفالت دارد و طول باند آن ۱۵۲۴ متر است. این فرودگاه در کشور کانادا قرار دارد و در ارتفاع ۱۱۵ متری از سطح دریا واقع شده است.